# Goran Popov
Goran Popov (en macedonio: Горан Попов) (Strumica, Yugoslavia, 2 de octubre de 1984) es un exfutbolista macedonio nacido en la antigua Yugoslavia que jugaba de defensa.
Se retiró al finalizar la temporada 2018-19.
En la temporada 2004-05 se fue al Odra Wodzisław de Polonia donde estuvo dos temporadas. Tiene pasaporte búlgaro.

## Clubes
| Club                                | País                | Años      |
| ----------------------------------- | ------------------- | --------- |
| FK Belasica                         | Macedonia del Norte | 2002-2003 |
| Proodeftiki FC                      | Grecia              | 2003      |
| AEK Atenas FC                       | Grecia              | 2004      |
| Estrella Roja                       | Serbia y Montenegro | 2004      |
| Odra Wodzisław                      | Polonia             | 2005      |
| Egaleo FC                           | Grecia              | 2005-2008 |
| Levadiakos FC (cedido)              | Grecia              | 2007-2008 |
| SC Heerenveen                       | Países Bajos        | 2008-2010 |
| FC Dinamo Kiev                      | Ucrania             | 2010-2014 |
| West Bromwich Albion F. C. (cedido) | Inglaterra          | 2012-2014 |
| FK Vardar Skopje                    | Macedonia del Norte | 2014-2019 |

## Vida privada
Es hermano menor del también futbolista macedonio, Robert Popov.

## Palmarés
SC Heerenveen
- Copa de los Países Bajos: 2009